# Торсионная подвеска

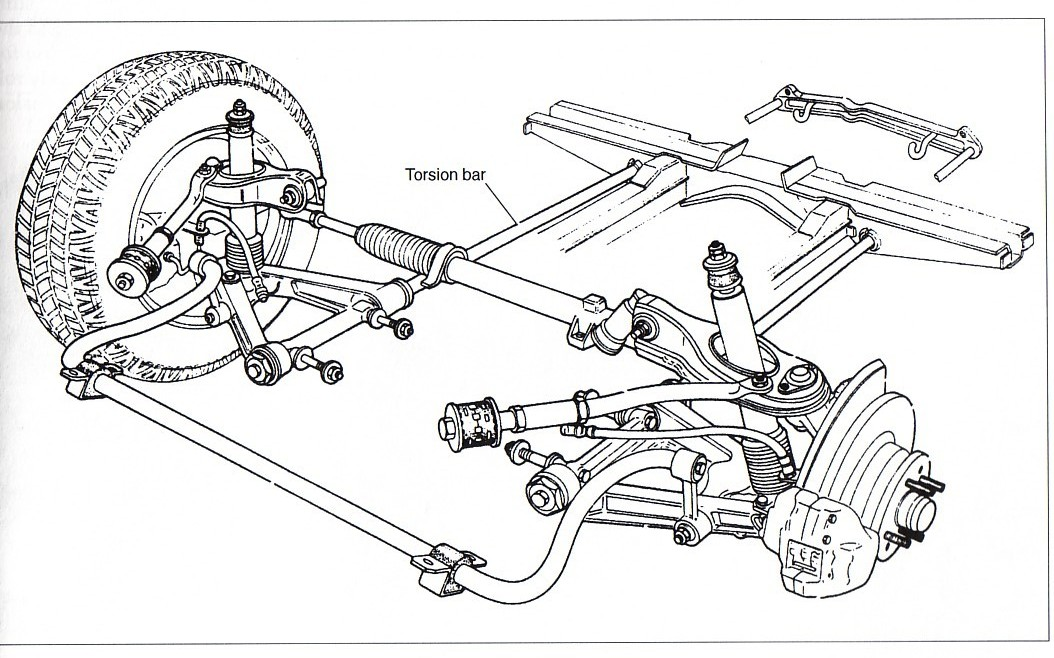
Торсион в передней подвеске
(на рисунке указан как Torsion bar)

Торсионная подвеска — подвеска транспортного средства, демпфирующими элементами которой являются торсионы (упругие стальные стержни, работающие на кручение). В сравнении с пружинной или рессорной подвеской особенность торсионной в том, что торсионы всегда исключены из неподрессоренной массы транспортного средства.

## Торсионы в подвеске бронетехники

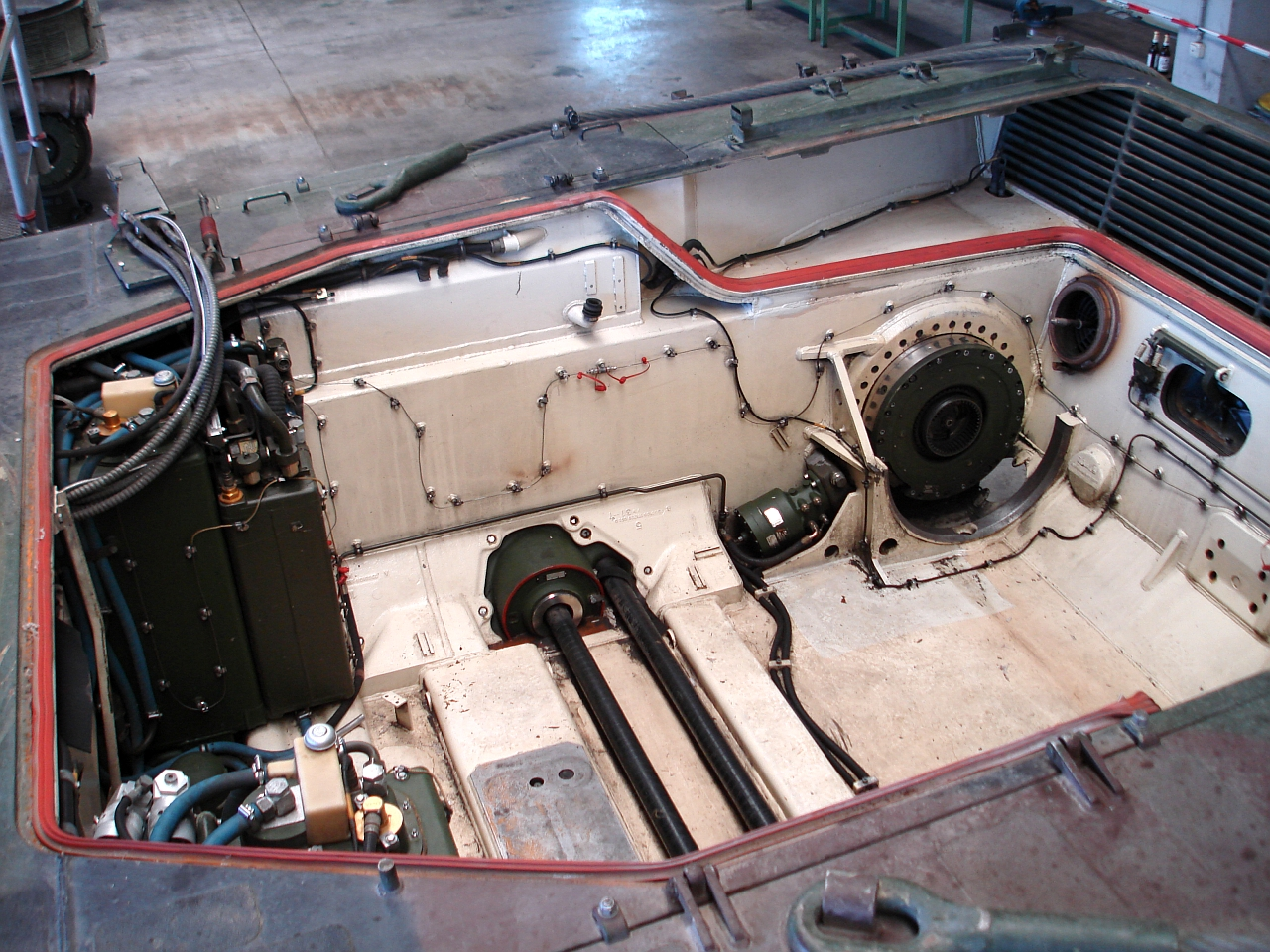
Подвеска танка «Леопард 2». Торсионы в виде двух парных прутов в центре.

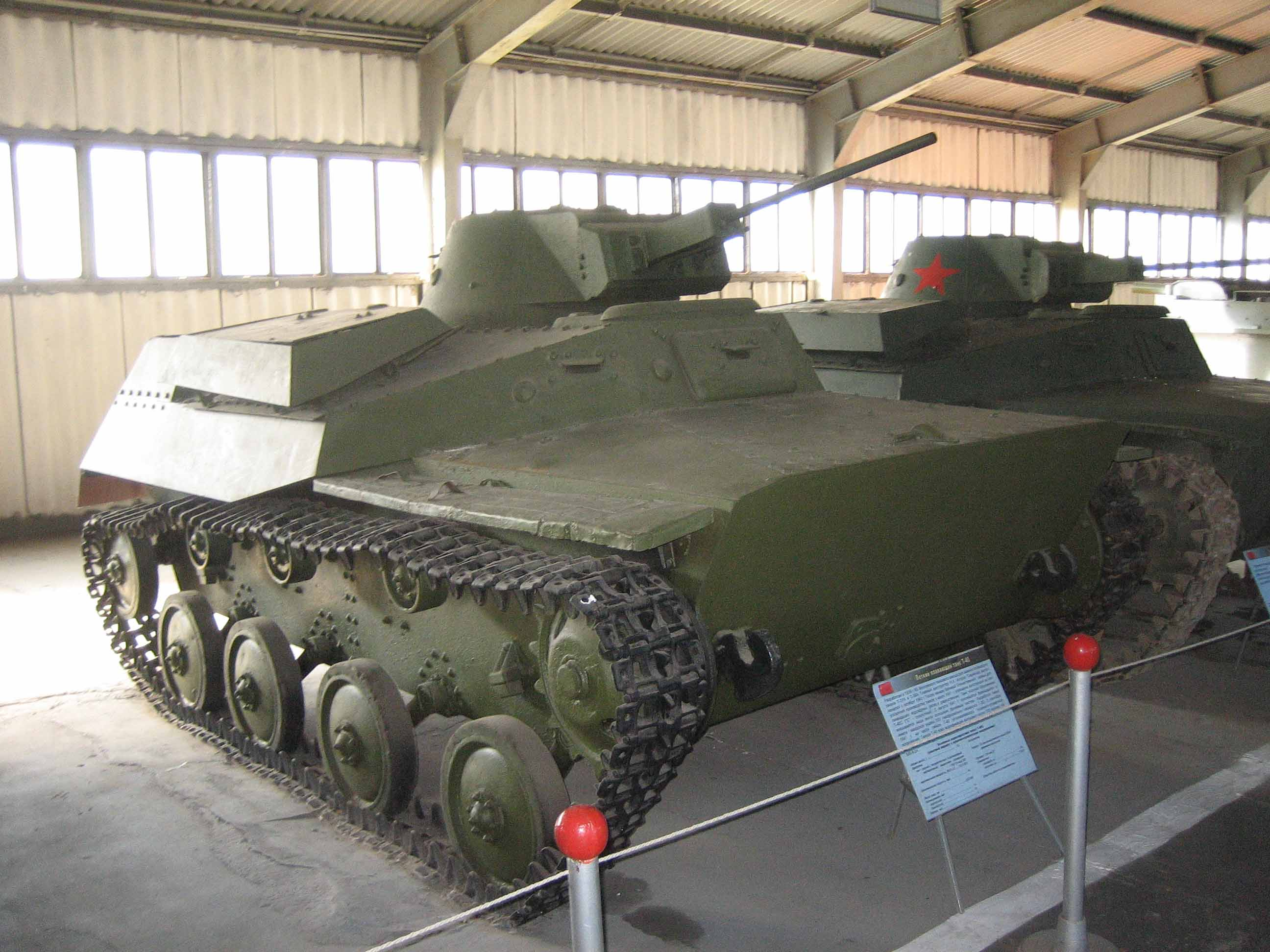
Ходовая часть танка Т-40 являлась новаторской в советском танкостроении — впервые (вместе с тяжёлым танком КВ-1) на серийной машине применили индивидуальную торсионную подвеску.

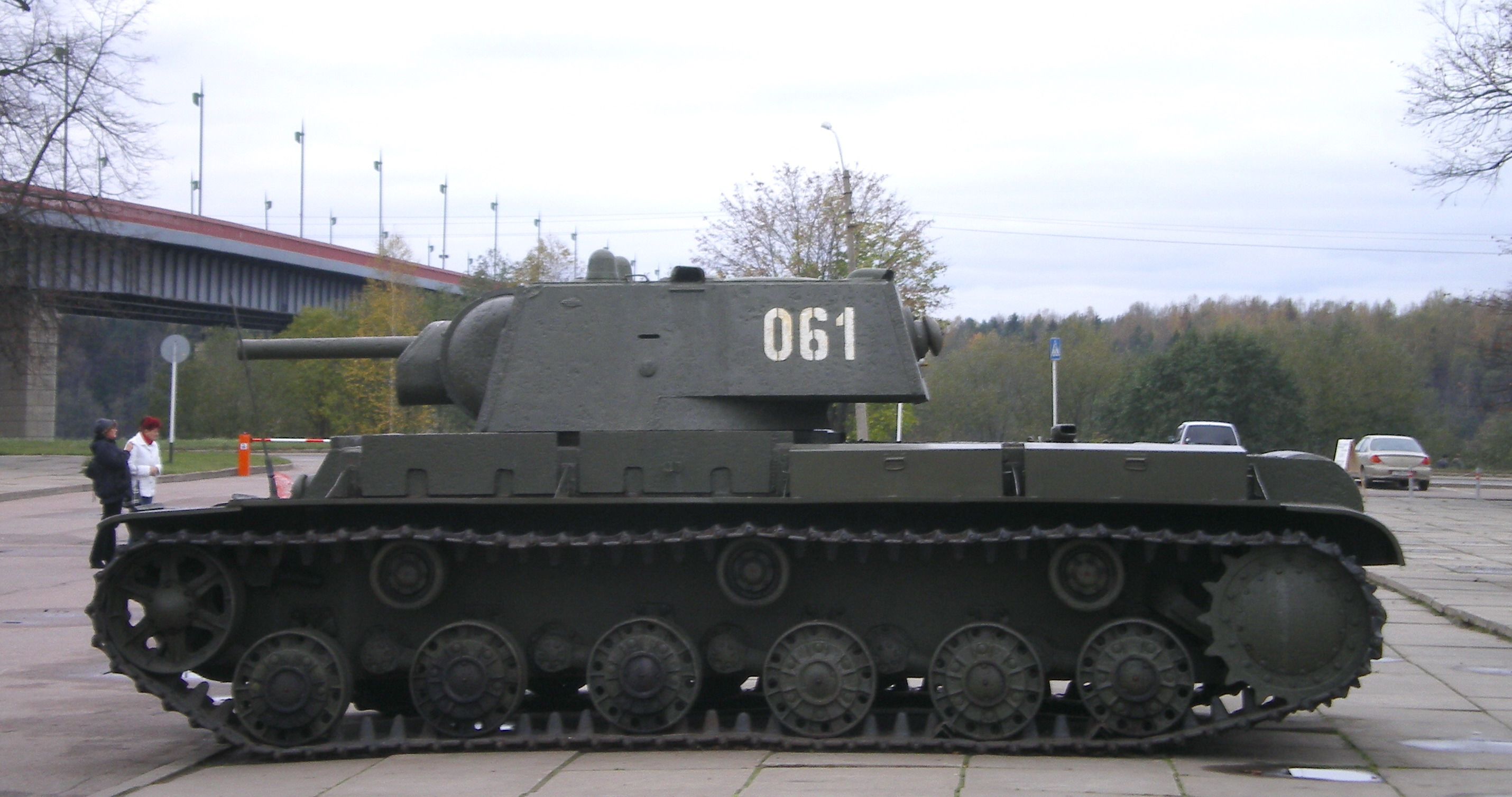
Вид на ходовую часть КВ-1

Торсионы подвески выполняют, как правило, в виде сплошного или полого круглого вала. Торсионы другого сечения в бронетехнике распространения не получили.
Для соединения торсиона с другими деталями на его концах выполняются головки, как правило, со шлицами треугольного, трапециевидного и реже прямоугольного профиля. В танке Pz. V «Пантера» для соединения применялись головки с лысками и клиновидный болт.
Для обеспечения достаточной прочности головки торсиона выполняются диаметром больше диаметра основного стержня, при этом d/D = 0,6…0,8 (d — диаметр рабочей части стержня, D — внутренний диаметр шлицов). В реальных конструкциях это значение колеблется от 0,54 до 1,0 — последнее значение имел, например, итальянский лёгкий танк L6/40.
Удобство монтажа обеспечивается разным диаметром головок (внутренняя меньше наружной), а также отверстием с резьбой для съёмника на внешнем торце торсиона.
.

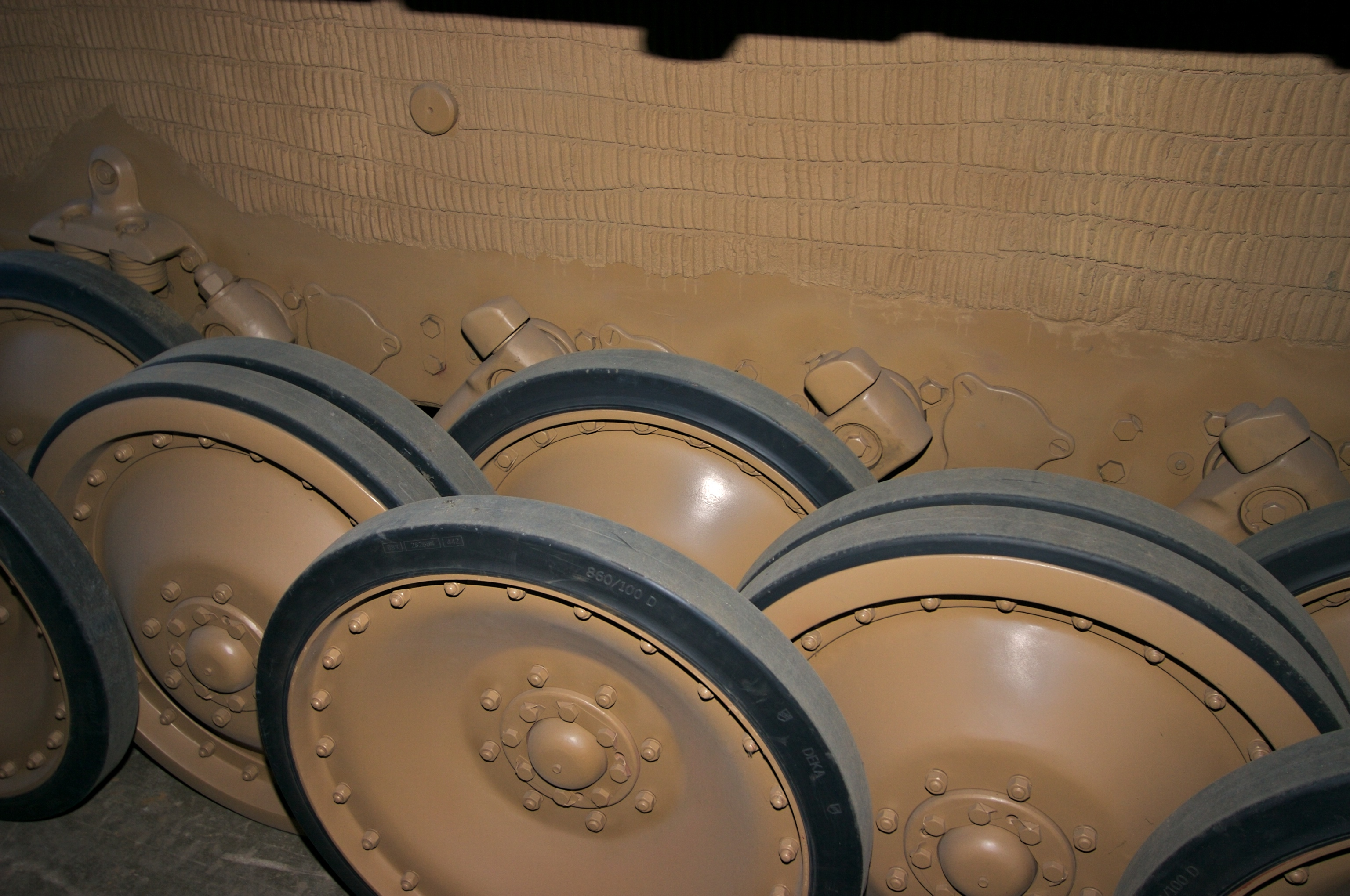
Шахматная подвеска танка Pz. V «Пантера»

Для более точной установки торсиона на требуемый угол закрутки при его монтаже, а также при устранении осадки торсиона вследствие накопления остаточной деформации число зубьев на головках выполняют разным. В этом случае минимальный угол перестановки можно определить так:
   где z2 и z1 — число зубьев на головках торсиона.
Например, минимальный угол перестановки для торсиона танка Pz.III с числом зубьев на головках 45 и 44 будет составлять примерно 0,18º; для торсиона танка Т-72 с числом зубьев 52 и 48 — примерно 0,58º. В случае же равного числа зубьев на головках, точная регулировка требуемого угла закрутки торсиона практически невозможна. Так для танка L6/40 с числом зубьев 40 на каждой головке угол перестановки торсиона составляет 9º. Крепление торсионов, выполненное по типу танка Pz.V, вообще исключает возможность регулировать подвеску в процессе эксплуатации.
Торсионы выполняют из хромистых или кремниевых сталей с содержанием углерода 0,45-0,65 %, хрома 1-1,5 %, с добавлением ванадия, никеля, молибдена и других легирующих элементов. Легированная сталь, используемая в торсионных валах, обладает высокой усталостной прочностью и упругостью, как правило, это сталь типа 45ХНМФА.
Термическая обработка хромистых сталей состоит обычно из закалки при температуре 800—860 ºС с последующим отпуском при температуре 400—500ºС. Для повышения усталостной прочности торсионов впадины шлицов обрабатываются накаткой роликами. Рабочая поверхность вала подвергается дробеструйной обработке или накатке роликами, что создаёт упрочнённый поверхностный слой (наклёп) и значительно повышает усталостную прочность торсиона.
Для повышения динамических свойств, воспринимаемой нагрузки и максимального угла закрутки торсион подвергают заневоливанию. Эта технологическая операция является последней среди операций механической и термической обработки. Операция заневоливания заключается в закрутке горячего торсиона за предел его упругого состояния и выдерживании в таком положении некоторое время. При этом в поверхностных слоях возникают пластические деформации, а в сердцевине — упругие. После разгрузки торсиона сердцевина, стремясь освободиться от напряжений и вернуться в исходное состояние, встречает сопротивление пластически деформированного поверхностного слоя. Остаточные напряжения, полученные при заневоливании, позволяют повысить рабочую нагрузку и угол закрутки торсиона в эксплуатации. В некоторых случаях, как это делается для торсионов Т-72, торсион подвергается двойному заневоливанию.
Рабочая закрутка заневоленных торсионов должна совпадать с направлением закрутки при заневоливании. Поэтому заневоленные торсионы левого и правого бортов невзаимозаменяемы и соответствующим образом маркируются (как правило на торце торсиона буквами «Л» и «П»).
Для предотвращения поломки торсионов в результате механических повреждений или коррозии рабочей поверхности вала его после окончательной механической и термической обработки покрывают специальным лаком, а иногда и прорезиненной тканью (M46) или изолентой Т-64, Т-72).
В связи с проектом по «большой» модернизации танка Т-34 в СССР вопрос о разработке подвески был поднят ещё в сентябре 1940 года. 19 ноября 1940 года постановление Комитета обороны № 428 обязало НКСМ и Народный комиссариат обороны СССР к 1 января 1941 года предоставить предложения о переходе на производство танков Т-34 с новой ходовой частью с торсионной подвеской. Разработанный КБ завода № 183 проект торсионной подвески предусматривал использование существующих катков и балансиров. За счёт её применения объём боевого отделения увеличивался на 20 %, что позволило увеличить запас топлива до 750 литров и разместить его в трансмиссионном отделении. При этом масса самой подвески снижалась на 300—400 кг.
Однако начало Великой Отечественной войны отодвинуло планы по модернизации танка на несколько лет. Первым серийным советским средним танком с торсионной подвеской стал лишь Т-44, явившийся глубокой модернизацией Т-34.

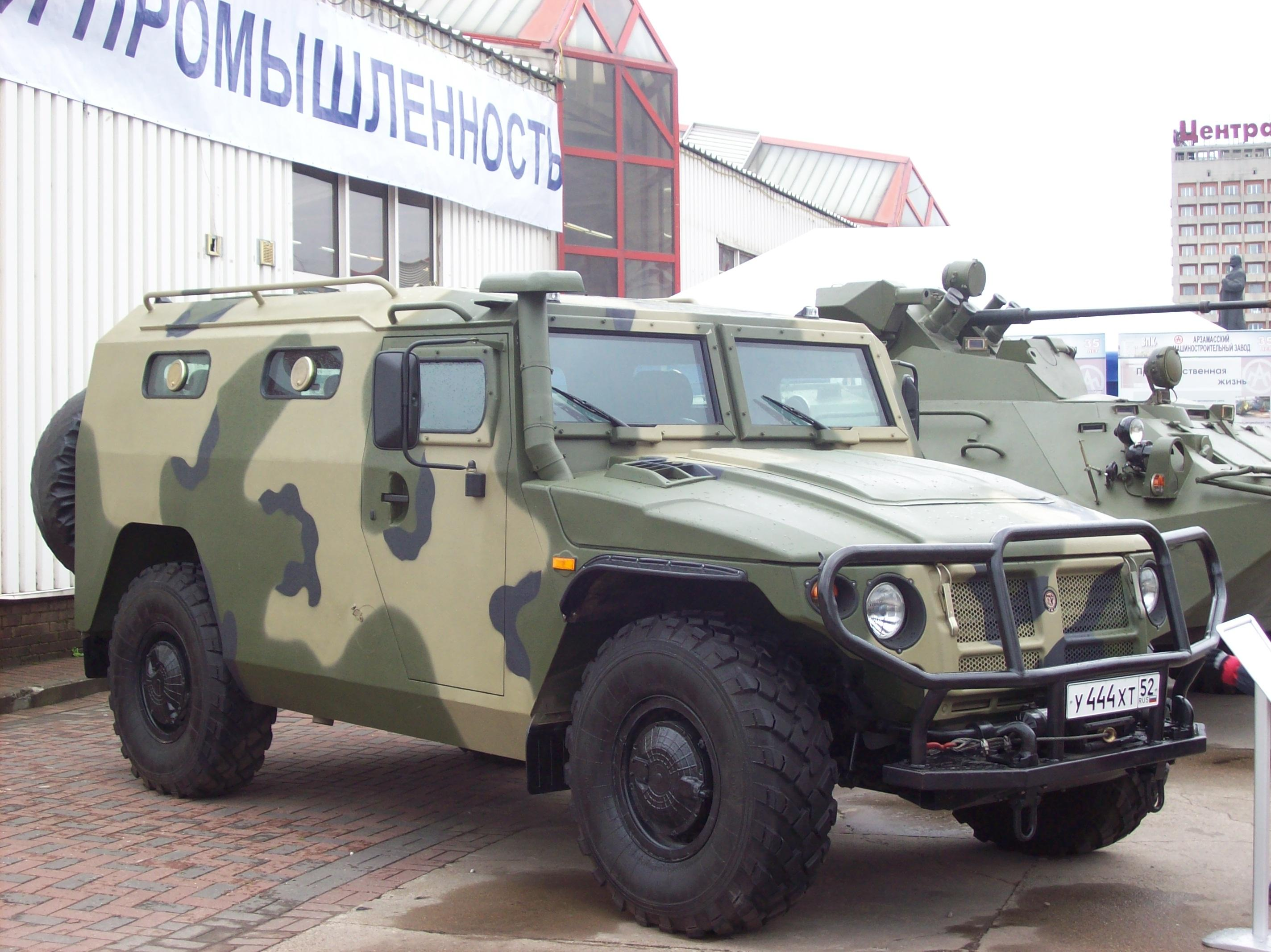
В стандартную комплектацию автомобиля ГАЗ-2330 «Тигр» входят: независимая торсионная подвеска всех колёс с гидравлическими амортизаторами и стабилизаторами поперечной устойчивости.

## Торсионы в автомобильных подвесках

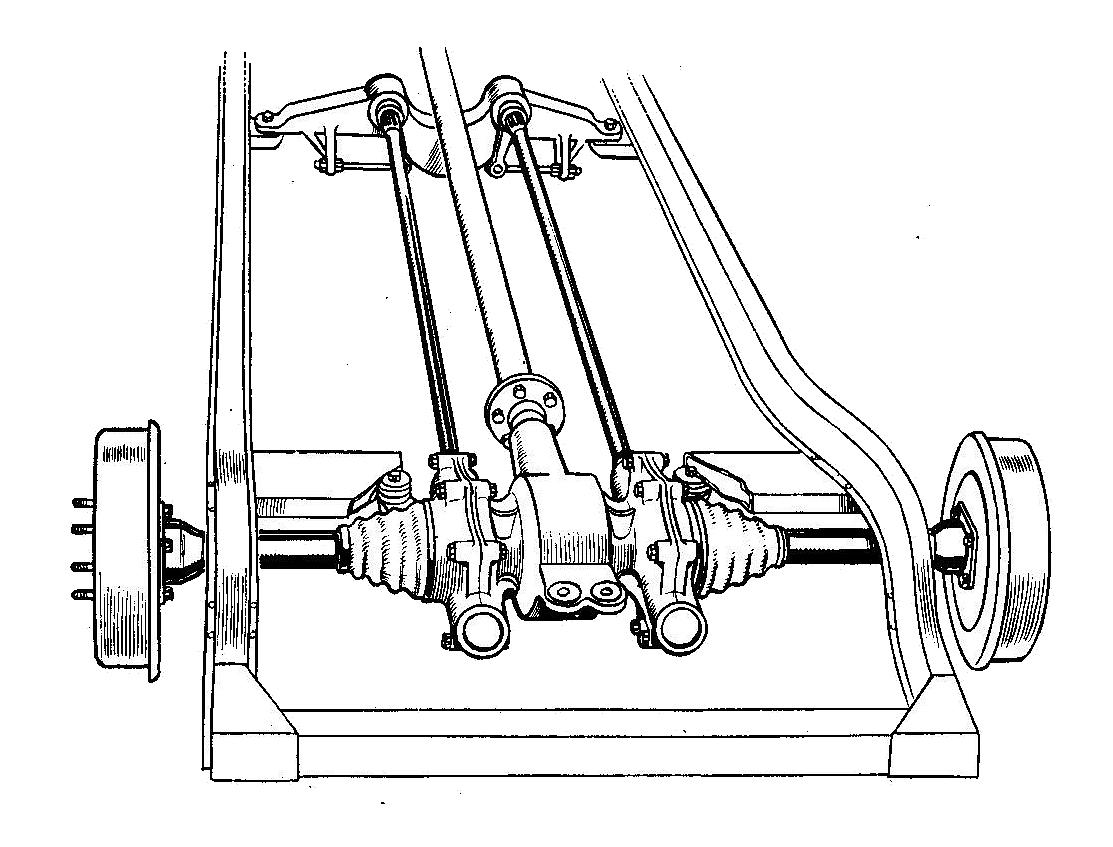
Торсионная задняя подвеска на качающихся полуосях.

В автомобильных подвесках торсионы могут использоваться как в качестве упругих элементов, так и в виде вспомогательного устройства — стабилизатора поперечной устойчивости, предназначенного для создания сопротивления крену автомобиля при повороте.

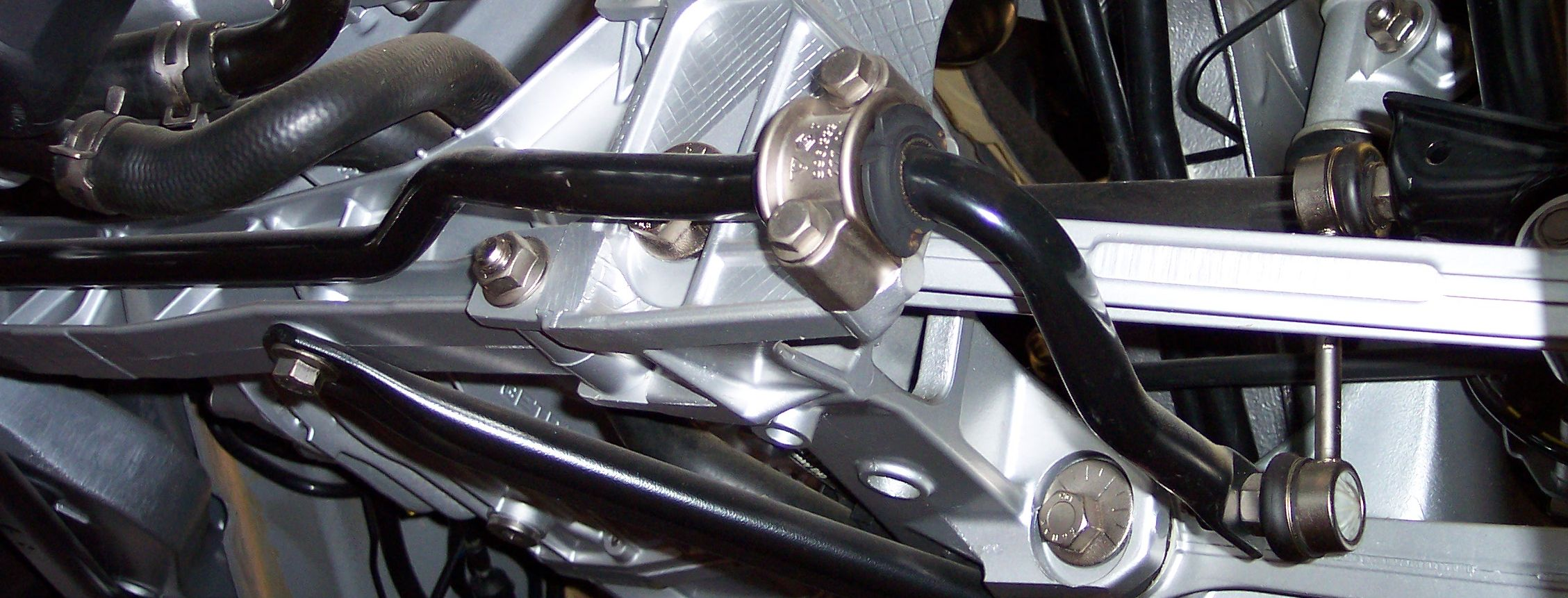
Стабилизатор поперечной устойчивости.

Стабилизатор поперечной устойчивости закрепляется на ступичном узле левого колеса, далее проходит в направлении движения до шарнирного узла крепления к кузову (как правило в виде резинометаллического шарнира), далее — в поперечном направлении к противоположному борту автомобиля, где крепится зеркально аналогично первому борту. Отрезки торсиона, проходящие в направлении движения, работают как рычаги при работе подвески в вертикальном направлении.
В качестве упругих элементов торсионы могут использоваться в рамках подвесок самых различных кинематических схем — с продольными или поперечными рычагами, с качающимися полуосями, типа «макферсон» и так далее. Однако наиболее характерно их использование в подвесках либо на двойных поперечных рычагах, либо на двойных продольных.
Наиболее последовательно применяла торсионы в подвеске на двойных поперечных рычагах американская компания «Крайслер». Первый вариант (фирменное название — TorsionAire), использовавшийся в период с 1957 по 1989 год, включал в себя два идущих вдоль лонжеронов рамы продольных торсиона в виде стальных стержней, которые служили осями нижних рычагов подвески. В ходе длительной эксплуатации у него был выявлен серьёзный недостаток, связанный с уязвимостью низко расположенных креплений торсионов для коррозии. Второй вариант использовался на отдельных моделях компании после 1976 года (платформы Chrysler F и М), в нём использовались поперечные торсионы, каждый из которых мог быть уподоблен принципу действия стабилизатору поперечной устойчивости в традиционной подвеске — с той разницей, что поперечные торсионы имеют с одной стороны неподвижное крепление, а стабилизатор закреплён лишь на рычагах подвески, в точках же крепления к раме или кузову он может свободно проворачиваться, поэтому стабилизатор и не работает при сжатии или отбое подвески одновременно с двух сторон — только при разноимённом ходе противоположных колёс. Считалось, что автомобили с последним вариантом подвески обеспечивали более высокий уровень комфорта ценой худшей управляемости по сравнению с использовавшими продольные торсионы, хотя это наверняка относится скорее к особенностям настройки подвески, чем к принципиальным особенностям её конструктивной схемы.

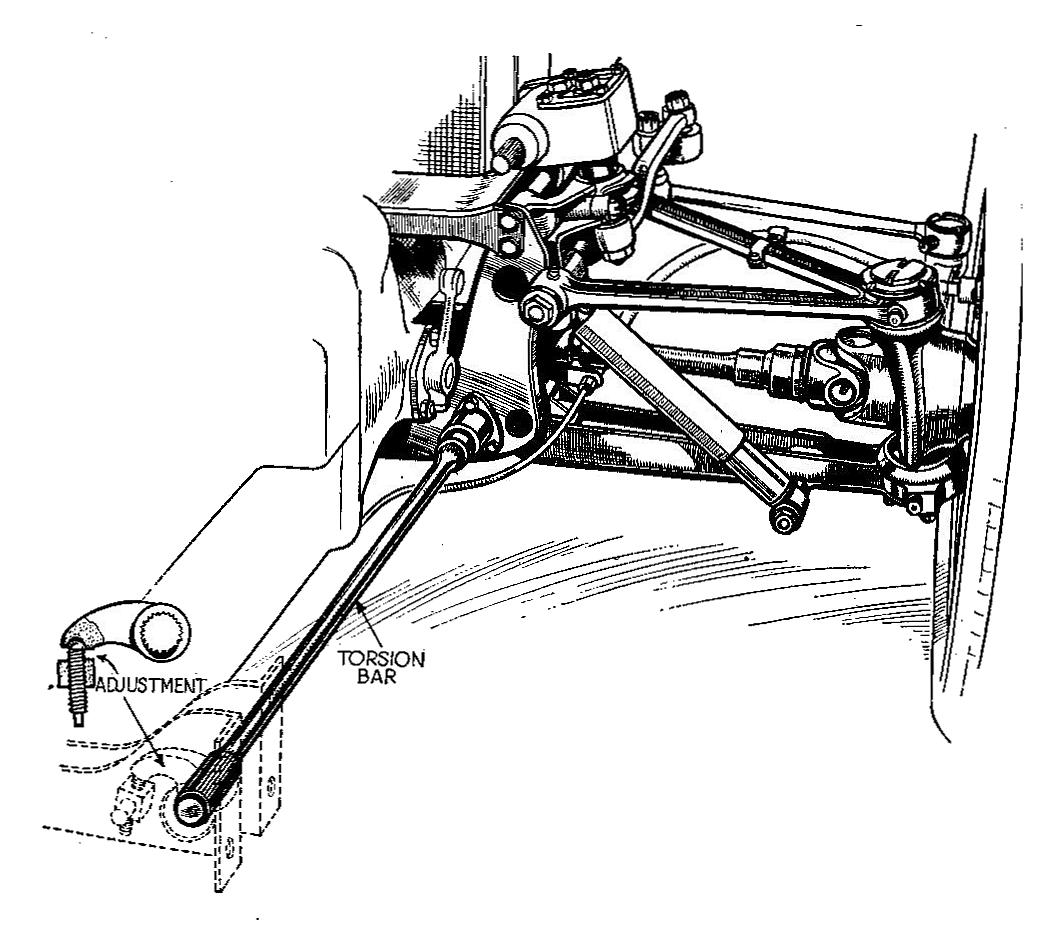
Подвеска на продольных торсионах. Citroen, 1935 год.

Схожие конструкции использовались также на автомобилях марок «Ситроен» (одно из самых ранних применений, ещё в середине 30-х годов), «Симка» (Simca-Chrysler 1307), «Рено» (Renault 4) и «Фиат» (Fiat 1800 и целый ряд других), представительских моделях ЗИЛ (114, 117, 4104), Morris Marina, Alfa Romeo (Giulietta, GTV, 75) и других. На автомобилях «Пакард» моделей 1955 и 1956 годов торсионными были как передняя, так и задняя подвески, причём переднее и заднее колёса с каждого борта использовали общий торсион. Специальные электроприводы изменяли угол закрутки торсионов, что позволяло «на ходу» регулировать дорожный просвет — для тех лет это была очень смелая идея, хотя в конкретной реализации на «Пакардах» уровень надёжности этого узла совершенно не соответствовал градусу его новизны.

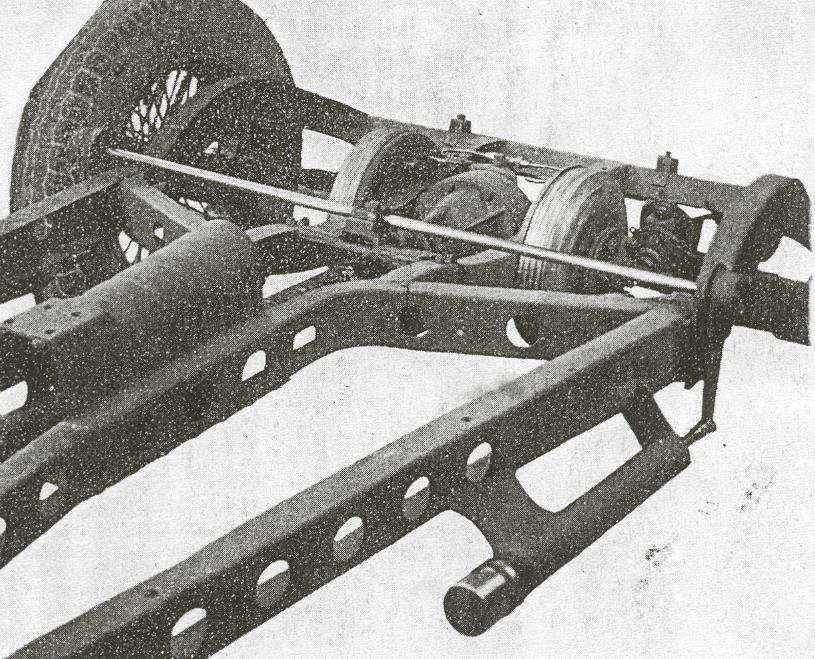
Спортивный автомобиль 1940-х годов с торсионной подвеской на продольных рычагах. Торсион жёстко закреплён на раме поперечно, рычаги прикреплены к его концам. Конструкция простая, но очень несовершенная.

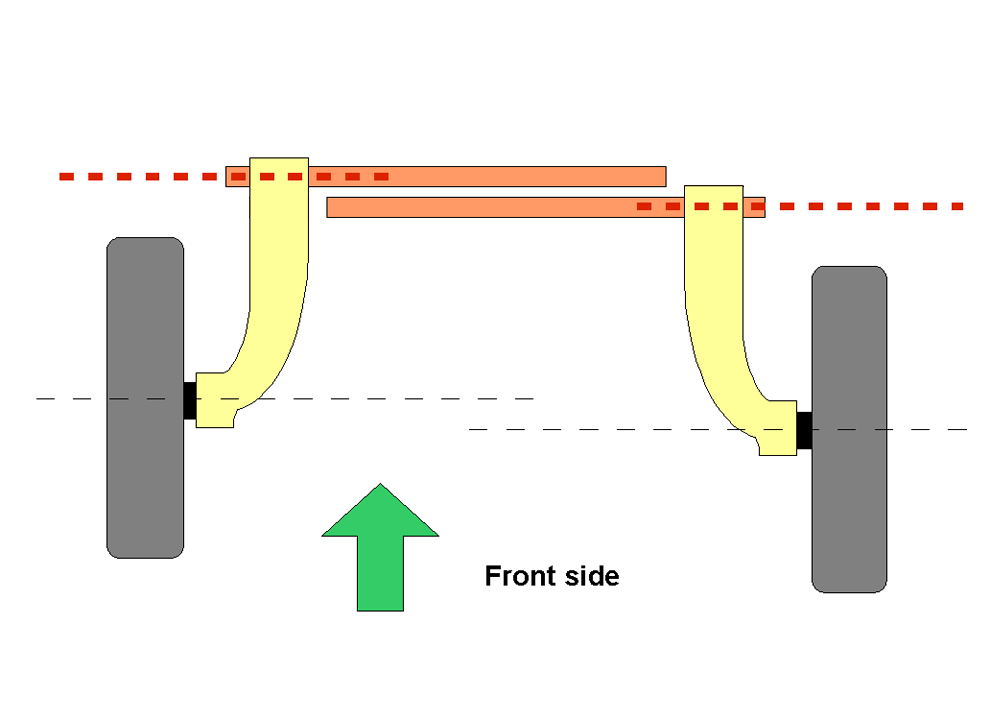
Renault 16 любопытен тем, что из-за использования двух расположенных по одному на борт торсионов у него была разная колёсная база справа и слева, так как один из торсионов конструктивно был расположен позади второго.

На многих французских переднеприводных автомобилях использовалась задняя подвеска на одинарных продольных рычагах с одним общим торсионом или двумя — по одному на борт, примерами чему являются Renault 4 и Renault 16; последний любопытен тем, что из-за использования двух расположенных по одному на борт торсионов у него была разная колёсная база справа и слева, так как один из торсионов конструктивно был расположен позади второго. Несмотря на кинематическое несовершенство, этот тип подвески был распространён во Франции вплоть до 1980-х и даже 1990-х годов благодаря возможности низко разместить между рычагами совершенно ровный пол багажного отсека, что было выгодно для очень популярных там автомобилей с кузовами «хетчбэк» и «универсал». Торсионную подвеску на продольных рычагах имели и все модели ЛуАЗ. На заднеприводных автомобилях такая подвеска применялась только на раннем этапе развития автомобилестроения (см. иллюстрацию), так как выяснилось, что при приводе на заднюю ось она не обеспечивает необходимых параметров устойчивости и управляемости.
Известный вариант передней торсионной подвески на двойных продольных рычагах был разработан австрийским инженером Фердинандом Порше и впервые был использован на гоночном автомобиле Auto Union тип-А. Аналогичной подвеской оснащались все прочие гоночные Auto Union, Фольксваген Жук, Фольксваген тип-82 и послевоенный «Порше 356». В данной подвеске торсионы в виде упругих стержней располагались поперечно друг над другом и были заключены в игравшие роль поперечной балки подвески стальные трубы, а их концы соединялись с поворотными кулаками. Аналогичную подвеску имели все модели «Запорожец» и мотоколяска С3Д, торсионы были наборными пластинчатыми, квадратного сечения. Главным преимуществом такой подвески является большая компактность в продольном и вертикальном направлениях. Кроме того, поперечина подвески расположена далеко впереди оси передних колёс, благодаря чему появляется возможность сильно вынести салон вперёд, разместив ноги водителя и переднего пассажира между арками передних колёс, что позволяло существенно сократить длину заднемоторного автомобиля. При этом, однако, расположенный спереди багажник оказывался весьма скромным по объёму — именно из-за вынесенной далеко вперёд поперечины подвески. С точки зрения кинематики эта подвеска несовершенна: в ней происходят хотя и меньшие по сравнению с одинарными продольными рычагами, но всё же существенные изменения колёсной базы при ходах отбоя и сжатия, и так же присутствует сильное изменение развала колёс при кренах кузова. К этому следует добавить, что рычаги в ней должны воспринимать большие изгибающие и крутильные нагрузки со стороны как вертикальных, так и боковых сил, что заставляет делать их достаточно массивными.
На Fiat 130 и Porsche 911 продольные торсионы использовались в подвеске типа Макферсон.
В целом торсионные подвески характеризуются компактностью, что, к примеру, позволило на «Симке» и «Рено» разместить между рычагами приводы передних колёс, что было бы весьма затруднено в случае использования пружин. Однако в силу принципиальной линейности торсиона как силового элемента (постоянной жёсткости в диапазоне нагрузок) плавность хода не столь высока, как бывает у пружинной и рессорной подвесок.

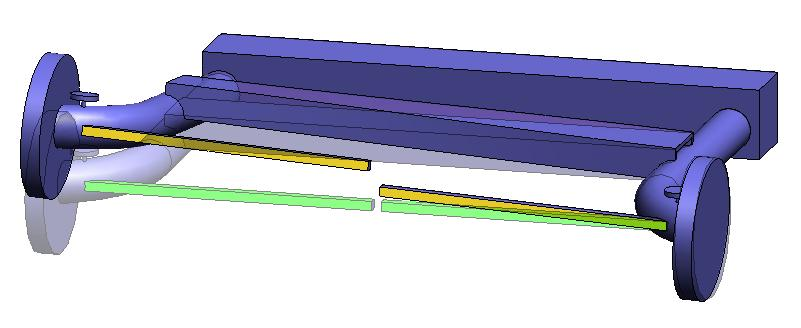
Подвеска с сопряжёнными рычагами — схема.

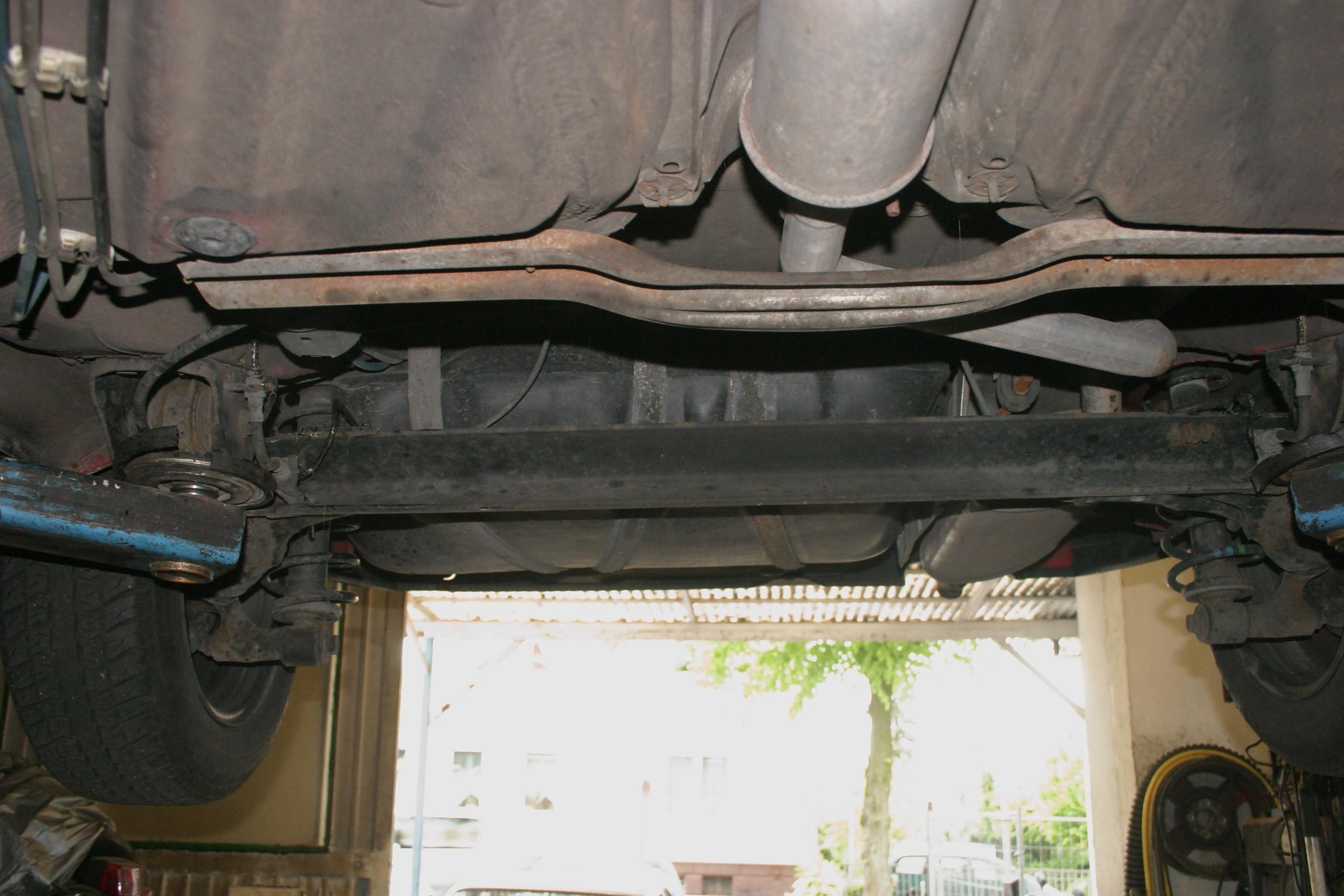
Подвеска с сопряжёнными рычагами «в металле».

Торсион используется и в другом весьма распространённом типе подвески — полузависимой с сопряжёнными рычагами, используемой в качестве задней на переднеприводных моделях. При этом основными упругими элементами в ней являются витые пружины, а не торсион; на ровной дороге она работает как обычная зависимая на перекрещивающихся продольных рычагах, а на неровном покрытии колёса за счёт закручивания балки подвески получают определённую долю самостоятельности, за счёт чего повышается плавность хода, улучшается проходимость. Эта подвеска была разработана фирмой Audi в семидесятых годах, после чего очень широко использовалась и продолжает использоваться сейчас, как правило — на бюджетных моделях.